# مؤسسة حجي محمود عامري (ملاثاني)
مؤسسة حجي محمود عامري (بالإنجليزية: Moasseseh-ye Hajj Hamudamari)‏ هي منطقة سكنية تقع في إيران في محافظة خوزستان. يقدر عدد سكانها بـ 81 نسمة.